# Welaka
La ville américaine de Welaka est située dans le comté de Putnam, dans l’État de Floride. Elle comptait 586 habitants lors du recensement de 2000. Welaka est située sur la rive du fleuve Saint Johns.

## Démographie
| 1900 | 1910 | 1920 | 1930 | 1940 | 1950 |
| ---- | ---- | ---- | ---- | ---- | ---- |
| 215  | 294  | 350  | 409  | 457  | 459  |

| 1960 | 1970 | 1980 | 1990 | 2000 | 2010 |
| ---- | ---- | ---- | ---- | ---- | ---- |
| 526  | 496  | 492  | 533  | 586  | 701  |